# Florida State University
Florida State University är ett delstatligt universitet i Tallahassee i Florida, USA. Det grundades 1851 som West Florida Seminary och har förutom huvudcampusen i Tallahassee också ett campus 160 km bort i Panama City.

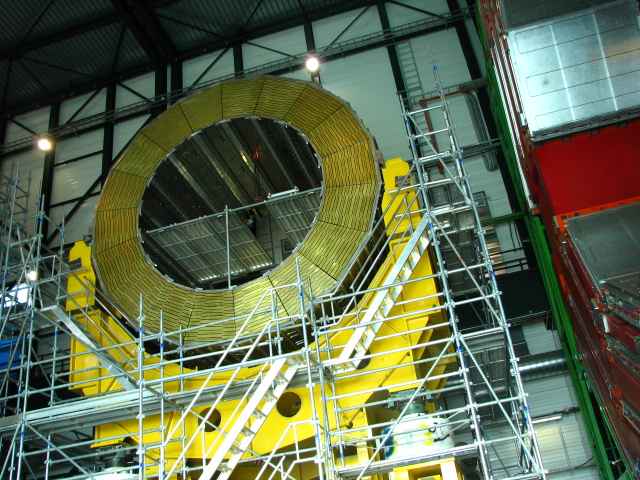
Hadronkalorimetern vid Mag Lab

Inom FSU finns ett flertal colleges och skolor:
- College of Arts & Sciences
- College of Business
- College of Communication
- College of Criminology & Criminal Justice
- College of Education
- College of Engineering
- College of Human Sciences
- College of Information
- College of Law
- College of Medicine
- Film School
- College of Music
- College of Nursing
- College of Social Sciences
- College of Social Work
- College of Visual Arts, Theatre & Dance

2006 var antalet studenter vid FSU närmare 40 000.[källa behövs]

## Idrott
Universitet tävlar med 20 universitetslag i olika idrotter via deras idrottsförening Florida State Seminoles.